# Хамбал
Хребет Хамбал (крим. Hambal) — гірський хребет у Кримських горах, розташований у південно-східній частині Криму. Він є частиною Внутрішньої гряди Кримських гір.

## Географія
Хребет Хамбал простягається на 11 км у напрямку північ — південь.
- Найвища точка хребта — Гора Сухот Оба (960 м над рівнем моря).
- Хребет складається переважно з вапнякових порід, що зумовлює наявність карстових утворень: гротів, печер, проваль.
- На східній частині хребта розташовані скелясті обриви.

## Гори хребта
До складу хребта Хамбал входять:
- Гора Сухот Оба (960 м) — найвища вершина хребта.
- Гора Біюк Оба (734 м), розташована на північ від Сухот Оби.
- Гора Ховахли Дере — (727 м)
- Гора Япулган — (655 м)

## Природа
Хребет вирізняється багатою флорою та фауною:
- Лісова рослинність представлена дубовими та грабовими лісами, а також ділянками степової рослинності.
- Серед тварин, що мешкають на хребті, зустрічаються борсук, лисиця, дикі кабани.

## Туризм
Хребет Хамбал є популярним місцем для піших походів та еко-туризму. Його вершини пропонують мальовничі краєвиди на сусідні хребти Внутрішньої гряди та рівнинну частину Криму.

## Історія
- Біля найвищої точки гори Сухот Оба, встановлений пам'ятник полеглим партизанам Старого Криму;
- На території хребта Хамбал виявлені археологічні залишки поселень давніх племен. Хребет був частиною торгівельних шляхів, що з'єднували узбережжя Чорного моря із внутрішніми районами Криму.